# Priepasné
Priepasné (in ungherese Hosszúhegy) è un comune della Slovacchia facente parte del distretto di Myjava, nella regione di Trenčín.